# 遠藤香南
遠藤 香南（えんどう かな、1994年4月23日 - ）は、日本のアイドル。福島県出身。

## 来歴
2006年モーニング娘HAPPY8期オーディション東京3次審査進出するが辞退。2010年に福島美少女図鑑に選ばれる。2010年Girl's Next（ガールズネクスト）R-6として活動。2012年から1年間「フラップガールズスクール」練習生として活動。

## 人物
- 趣味・特技は歌・ダンス・食べること・動物と話すこと。

## ソロシングル
- 「My Sweet home」（2011年4月20日、ユニバーサルミュージック） [4]